# Сюрреальные числа

Визуализация древа сюрреальных чисел

Сюрреальные числа (англ. surreal number) — обобщение обычных вещественных чисел и бесконечных порядковых чисел. Впервые были использованы в работах английского математика Джона Конвея для описания ряда аспектов теории игр.

## История
В 1907 году австрийский математик Ханс Хан представил ряды Хана как обобщение формальных степенных рядов, а немецкий математик Феликс Хаусдорф ввёл некоторые упорядоченные множества, называемые ηα-множествами для ординалов α, и спросил, можно ли найти совместимую упорядоченную группу или структуру поля. В 1962 году Норман Аллинг использовал модифицированную форму рядов Хана для построения таких упорядоченных полей, связанных с определёнными ординалами α, а взятие α в качестве класса всех ординалов в его построении даёт класс, который является упорядоченным полем, изоморфным сюрреальным числам.
Исследование ёсэ в игре го привело Джона Конвея к ещё одному определению и построению сюрреальных чисел. Конструкция Конвея была использована в книге Дональда Кнута 1974 года «Сюрреальные числа». В своей книге, которая принимает форму диалога, Кнут придумал термин «сюрреальные числа» для того, что Конвей назвал «просто числами».
Позднее Конвей принял термин Кнута и использовал их в своей книге «Числа и игры» 1976 года.
Помимо Конвея и Кнута, большой вклад в теорию сюрреальных чисел внёс математик Мартин Крускал. На тот момент сюрреальные числа уже имели все основные свойства и операции действительных чисел и включали в себя все действительные числа наряду со многими типами бесконечностей и бесконечно малых величин. Крускал внёс свой вклад в основы теории: определение сюрреальных функций и анализ их структуры. Он также обнаружил связь между сюрреальными числами, асимптотикой и экспоненциальной асимптотикой. Важный вопрос, поднятый Конвеем, Крускалом и Нортоном в конце 1970-х годов и с большим упорством исследовавшийся Крускалом, заключается в том, обладают ли все сюрреальные функции определёнными интегралами. На этот вопрос ответили отрицательно Костин, Фридман и Эрлих в 2015 году. Однако анализ Костина и др. показывает, что существуют определённые интегралы для достаточно широкого класса сюрреальных функций, к которым применимы представления Крускала об асимптотическом анализе.

## Обзор
В конструкции Конвея сюрреальные числа строятся поэтапно. Сюрреальные числа строятся одновременно с бинарным отношением {\displaystyle \leqslant }. При этом для любых двух сюрреальных чисел {\displaystyle a} и {\displaystyle b} либо {\displaystyle a\leqslant {}b}, либо {\displaystyle b\leqslant {}a}. (Оба неравенства могут выполняться одновременно, в этом случае {\displaystyle a} и {\displaystyle b} эквивалентны и обозначают одно и то же число). Числа формируются путём построения пары подмножеств уже построенных чисел: пара подмножеств сюрреальных чисел {\displaystyle L} и {\displaystyle R} таких, что все элементы {\displaystyle L} строго меньше всех элементов {\displaystyle R}, задают новое число, обозначаемое {\displaystyle \{L\mid {}R\}}, при этом это число является промежуточным между всеми элементами {\displaystyle L} и всеми элементами {\displaystyle R}.
Различные подмножества могут определять одинаковые числа: {\displaystyle \{L\mid {}R\}} и {\displaystyle \{L'\mid {}R'\}} могут определять одно и то же число, даже если {\displaystyle L\neq {}L'} и {\displaystyle R\neq {}R'} (аналогично тому, как одно и то же рациональное число, определённое как отношение двух целых чисел, может быть представлено разными отношениями: {\displaystyle {\frac {1}{2}}} и {\displaystyle {\frac {2}{4}}} — разные представления одного и того же рационального числа). Так что, строго говоря, сюрреальные числа являются классами эквивалентности представлений вида {\displaystyle \{L\mid {}R\}} относительно отношения эквивалентности.
На первом этапе построения ещё не существует чисел, поэтому можно использовать только пустое множество: {\displaystyle \{\mid \}}. Это представление, где {\displaystyle L} и {\displaystyle R} являются пустыми, называется 0. Последующие этапы дают такие формы, как:
{\displaystyle \{0\mid \}=1},
{\displaystyle \{1\mid \}=2},
{\displaystyle \{2\mid \}=3},
а также
{\displaystyle \{\mid 0\}=-1},
{\displaystyle \{\mid -1\}=-2},
{\displaystyle \{\mid -2\}=-3}.
Таким образом, целые числа являются подмножеством сюрреальных чисел. (Вышеупомянутые тождества являются определениями в том смысле, что правая часть является именем для левой части). Аналогично можно построить следующие числа:
{\displaystyle \{0\mid 1\}={\frac {1}{2}}},
{\displaystyle \left\{0\left|{\frac {1}{2}}\right.\right\}={\frac {1}{4}}},
{\displaystyle \left\{\left.{\frac {1}{2}}\right|1\right\}={\frac {3}{4}}}
и так далее. Таким образом, все двоично-рациональные числа (рациональные числа, знаменатели которых равны степеням 2) содержатся внутри сюрреальных чисел.
После бесконечного числа этапов становятся доступными бесконечные подмножества (для более строгого определения требуется понятие трансфинитной индукции), так что любое действительное число а может быть представлено {\displaystyle \{L_{a}\mid {}R_{a}\}}, где {\displaystyle L_{a}} — множество всех двоично-рациональных чисел, меньших {\displaystyle a}, а {\displaystyle R_{a}} — множество всех двоично-рациональных рациональных чисел, больших {\displaystyle a} (подобно дедекиндовому сечению). Таким образом, действительные числа также могут быть построены в классе сюрреальных чисел.
Есть также такие представления, как
{\displaystyle \{0,1,2,3,\ldots \mid \}=\omega },
{\displaystyle \left\{0\left|1,{\frac {1}{2}},{\frac {1}{4}},{\frac {1}{8}},\ldots \right.\right\}=\varepsilon },
где {\displaystyle \omega } — трансфинитное число, большее всех целых чисел, а {\displaystyle \varepsilon } — бесконечно малое больше 0, но меньше любого положительного действительного числа (гиперреальное число). Более того, стандартные арифметические операции (сложение, вычитание, умножение и деление) могут быть расширены до этих невещественных чисел способом, который превращает набор сюрреальных чисел в упорядоченное поле, так что можно говорить о {\displaystyle 2\omega } или {\displaystyle \omega -1} и т. д.

## Конструкция
Сюрреальные числа строятся индуктивно как классы эквивалентности пар множеств сюрреальных чисел, ограниченные тем условием, что каждый элемент первого множества должен быть меньше любого элемента из второго множества. Конструкция состоит из трёх взаимозависимых частей: правила построения, правила сравнения и правила эквивалентности.

### Формы
Форма сюрреального числа это пара множеств сюрреальных чисел, называемых его левым и правым множествами. Форма с левым множеством {\displaystyle L} и правым множеством {\displaystyle R} записывается {\displaystyle \{L\mid R\}}. Когда {\displaystyle L} и {\displaystyle R} заданы как списки элементов, скобки вокруг них можно опустить. Одно или оба из множеств формы могут быть пустым. Форма {\displaystyle {\bigl \{}\{\}\mid \{\}{\bigr \}}} с левым и правым пустыми множествами записывается {\displaystyle \{\mid \}}.

### Числовые формы
Правило конструирования
Форма { L | R } является числовой, если пересечение множеств L и R является пустым множеством, и любой элемент R больше любого элемента L, согласно с отношением порядка ⩽, заданным правилом ниже.

### Классы эквивалентности числовых форм
Числовые формы располагаются в классах эквивалентности; каждый класс эквивалентности является сюрреальным числом. Элементы левого и правого множеств формы взяты именно из вселенной сюрреальных чисел (не форм, а классов эквивалентности).
Правило эквивалентности
Две числовые формы x и y являются формами одного и того же числа (находятся в одном классе эквивалентности) тогда и только тогда, когда x ⩽ y и y ⩽ x.
Определение отношения ⩽ будет дано далее.
Другими словами, отношение порядка является антисимметричным, то есть выражение x = y (то есть x ⩽ y и y ⩽ x оба верны) должно быть верным только когда x и y являются одним и тем же объектом. Это не касается форм сюрреальных чисел, но это истинно для сюрреальных чисел (классов эквивалентности).
Класс эквивалентности включающий { | } называется 0; также { | } это форма сюрреального числа 0.

### Порядок
Рекурсивное определение порядка для сюрреальных форм задаётся следующим образом:
Пусть даны числовые формы x = { XL | XR } и y = { YL | YR }, тогда x ⩽ y тогда и только тогда, когда:
- не существует xL ∈ XL такого, чтобы y ⩽ xL (каждый в левом множестве x меньше, чем y), и
- не существует yR ∈ YR такого, чтобы yR ⩽ x (каждый элемент в правом множестве y больше, чем x).

Сравнение y ⩽ c для формы y и сюрреального числа c определяется выбором любой формы z из класса эквивалентности c и проверки y ⩽ z; аналогично для c ⩽ x и для сравнения b ⩽ c двух сюрреальных чисел.

### Индукция
Эта группа определений рекурсивная и требует некоторой математической индукции для определения вселенной объектов (форм и чисел), которые встречаются в них. Единственными сюрреальными числами, достигаемыми через «конечную индукцию», являются двоично-рациональные числа. Более широкая вселенная достижима при использовании трансфинитной индукции.
Индукционное правило
- Существует S0 = {0}, в которой 0 — класс эквивалентности, состоящий из единственной формы { | }.
- При любом порядковом числе n имеем Sn — множество всех сюрреальных чисел, которые можно получить, применяя правило конструирования ко всем подмножествам {\displaystyle \cup _{i<n}S_{i}}.

Базовый случай на самом деле является частным случаем правила индукции, причём 0 является меткой «наименьшего порядкового числа». Поскольку не существует Si с i < 0, выражение {\displaystyle \cup _{i<0}S_{i}} является пустым множеством; единственным подмножеством пустого множества является пустое множество, и поэтому S0 состоит из единственной сюрреальной формы { | } из класса эквивалентности 0.
Для каждого конечного порядкового числа n множество {\displaystyle S_{n}} вполне упорядочено по отношению сравнения сюрреальных чисел.
Первое применение правила индукции даёт три числовые формы { | 0 } < { | } < { 0 | } (Форма { 0 | 0 } не является числовой, потому что 0 ⩽ 0). Класс эквивалентности, содержащий { 0 | }, обозначается 1, а класс эквивалентности, содержащий { | 0}, обозначается −1. Эти три обозначения имеют особое значение в аксиомах, которые определяют кольцо — это нейтральный элемент по сложению (0), нейтральный элемент по умножению (1) и обратный по сложению к 1 (−1). Арифметические операции, определённые ниже, согласуются с этими названиями.
Для каждого i < n все числа, содержащиеся в {\displaystyle S_{i}}, также содержатся в {\displaystyle S_{n}} (в виде надмножеств их представления в {\displaystyle S_{i}}) (Условное выражение объединения всех предыдущих используется в нашем правиле построения, вместо более простой формы {\displaystyle S_{n-1}}, так что определение и это свойство также имеют смысл, когда n является предельным ординалом). Числа в {\displaystyle S_{n}}, которые являются надмножеством некоторого числа в {\displaystyle S_{i}}, как говорят, были «унаследованы из поколения i». Наименьшее значение α, для которого данное сюрреальное число появляется в {\displaystyle S_{\alpha }}, называется его «днём рождения». Например, день рождения 0 равен 0, а день рождения −1 равен 1.
Вторая итерация правила построения даёт следующий порядок классов эквивалентности:
{ | −1 } = { | −1, 0 } = { | −1, 1 } = { | −1, 0, 1 }
< { | 0 } = { | 0, 1 }
< { −1 | 0 } = { −1 | 0, 1 }
< { | } = { −1 | } = { | 1 } = { −1 | 1 }
< { 0 | 1 } = { −1, 0 | 1 }
< { 0 | } = { −1, 0 | }
< { 1 | } = { 0, 1 | } = { −1, 1 | } = { −1, 0, 1 | }.
Сравнение этих классов эквивалентности согласуется, независимо от выбора формы. Можно заметить, что:
1. В {\displaystyle S_{2}} появляется четыре новых сюрреальных числа. Два из них содержат «экстремальные» формы: { | −1, 0, 1 } включающее в себя все числа из предыдущих поколений в своём правом множестве, и { −1, 0, 1 | } — в левом множестве. Другие имеют форму, которая разбивает все числа из предыдущих поколений на два непустых множества.
2. Каждый сюрреальный номер x, существовавший в предыдущем «поколении», существует также в этом поколении и получает по крайней мере одну новую форму: разделение всех чисел, отличных от x от предыдущих поколений в левое множество (все числа меньше x) и в правое множество (все числа больше, чем x).
3. Класс эквивалентности числа зависит только от максимального элемента его левого множества и минимального элемента правого множества.

Неформальные интерпретации { 1 | } и { | −1 } — «число сразу после 1» и «число перед −1» соответственно; их классы эквивалентности обозначены 2 и −2. Неформальные интерпретации { 0 | 1 } и { −1 | 0 } это «число на полпути между 0 и 1» и «число на полпути между −1 и 0» соответственно; Их классы эквивалентности помечены 1/2 и −1/2. Эти обозначения также будут согласовываться с определениями сюрреального сложения и умножения ниже. 
Класс эквивалентности на каждом шаге n можно охарактеризовать его n-полной формой (которая содержит так много элементов, как только возможно, в своём левом и правом множествах). Либо эта полная форма содержит каждое число из предыдущих поколений, и в этом случае это первое поколение, в котором это число встречается, либо она содержит все числа из предыдущих поколений, кроме одного, и в этом случае это новая форма этого самого числа. Мы сохраняем обозначения предыдущего поколения для этих «старых» чисел и записываем порядок дальше, используя старые и новые обозначения:
−2 < −1 < −1/2 < 0 < 1/2 < 1 < 2.
Третье наблюдение распространяется на все сюрреальные числа с конечным левым и правым множествами. (Для бесконечных левых или правых множеств это справедливо в изменённой форме, так как бесконечные множества могут не содержать максимальный или минимальный элемент.) Число {1, 2 | 5, 8}, следовательно, эквивалентно {2 | 5}; Можно установить, что они являются формами 3, используя описанное далее свойство дня рождения, которое является следствием вышеприведённых правил.
Свойство дня рождения
Форма x = {L | R}, встречающееся в поколении n, представляет число, унаследованное от более раннего поколения, тогда и только тогда, когда в Si для i < n есть некоторое число, которое больше всех элементов L и меньше всех элементов R. (Другими словами, если L и R разделены числом, созданным на более раннем этапе, то x не представляет собой новое число, а уже построено.) Если x представляет число из любого поколения раньше n, то существует наименьшее такое поколение i и хотя бы одно число y с днём рождения i, находящееся между L и R. x является формой этого числа y, иными словами лежит в классе эквивалентности в Sn, являющемся надмножеством представления y в поколении i.

## Арифметика
Сложение, противоположное число (обратное по сложению), умножение и обратное число (обратное по умножению) сюрреальных чисел с формами x = { XL | XR } и y = { YL | YR } определяются четырьмя рекурсивными формулами

### Сложение
Определение сложения задаётся рекурсивной формулой:
{\displaystyle x+y=\{X_{L}|X_{R}\}+\{Y_{L}|Y_{R}\}=\{X_{L}+y,x+Y_{L}|X_{R}+y,x+Y_{R}\}},
где
{\displaystyle X+y=\{x+y:x\in X\},x+Y=\{x+y:y\in Y\}}
Эта формула оперирует действием сложения одной из форм с числами взятыми из одного из множеств второй формы. Это следует понимать как результат такого действия с любой формой взятой из класса эквивалентности числа. Это, разумеется, имеет смысл только, если результат такого действия не зависит от выбора конкретного представителя класса эквивалентности числа. Это можно доказать индуктивно с базой из трёх утверждений:
0 + 0 = { | } + { | } = { | } = 0
x + 0 = x + { | } = { XL + 0 | XR + 0 } = { XL | XR } = x
0 + y = { | } + y = { 0 + YL | 0 + YR } = { YL | YR } = y
(Последние два утверждения сами доказываются индуктивно через первое, поэтому фактически, база индукции сводится к одному первому утверждению)

### Противоположное число
Противоположное числу x = { XL | XR } определяется:
{\displaystyle -x=-\{X_{L}|X_{R}\}=\{-X_{R}|-X_{L}\}}
где противоположное множеству S чисел определяется как множество противоположных элементов S:
{\displaystyle -S=\{-s:s\in S\}}
Аналогично предыдущему, тут происходит взятие противоположного не форм, а чисел, и доказательство того, что противоположное число не зависит от выбора его формы проводится индуктивно с базой:
−0 = — { | } = { | } = 0.
Далее мы не будем снова упоминать тонкости, связанные с необходимостью выбирать представителя класса эквивалентности числа.

### Умножение
В этой формуле встречаются выражения, включающие в себя операцию и множество, такие как {\displaystyle X_{R}y+xY_{R}-X_{R}Y_{R}}. Это следует понимать, как множество, состоящее из всевозможных результатов вычисления результатов данных операций при взятии одного элемента из каждого из множеств в выражении, причём если взят элемент из множества в одной части выражения, то в другой части этого же выражения из этого же множества должен быть взят этот же элемент.{\displaystyle {\begin{aligned}xy&=\{X_{L}|X_{R}\}\{Y_{L}|Y_{R}\}=\\&=\left\{X_{L}y+xY_{L}-X_{L}Y_{L},X_{R}y+xY_{R}-X_{R}Y_{R}|X_{L}y+xY_{R}-X_{L}Y_{R},xY_{L}+X_{R}y-X_{R}Y_{L}\right\}\\\end{aligned}}}

### Обращение
Взятие обратного по умножению к числу {\displaystyle y} определяется как:
{\displaystyle {\frac {1}{y}}={\Bigg \{}0,{\frac {1+(y_{R}-y)({\frac {1}{y}})_{L}}{y_{R}}},{\frac {1+(y_{L}-y)({\frac {1}{y}})_{R}}{y_{L}}}{\Bigg |}{\frac {1+(y_{L}-y)({\frac {1}{y}})_{L}}{y_{L}}},{\frac {1+(y_{R}-y)({\frac {1}{y}})_{R}}{y_{R}}}{\Bigg \}}}
для положительного {\displaystyle y}, причём в этой формуле используются только положительные члены {\displaystyle y_{L}} (остальные игнорируются), а {\displaystyle y_{R}} всегда положительны.
Заметим, что в этом выражении, определяющем {\displaystyle {\frac {1}{y}}}, используются элементы {\displaystyle \left({\tfrac {1}{y}}\right)_{L}} и {\displaystyle \left({\tfrac {1}{y}}\right)_{R}} левого и правого множеств этого же числа {\displaystyle {\frac {1}{y}}}. На самом деле определение является индуктивным: на каждом новом шаге в левое и правое множества добавляются новые элементы, основанные на уже добавленных.:21 Это вполне естественно, если вспомнить, что конечными множествами можно исчерпать только двоично-рациональные числа.
Для отрицательного {\displaystyle y} обратный определяется как {\displaystyle {\frac {1}{y}}=-\left({\frac {1}{-y}}\right)}.
Если {\displaystyle y=0}, то для него не определён обратный по умножению.

### Согласованность
Можно показать, что определения сложения, вычитания и умножения согласованы в том смысле, что:
- сложение и вычитание определены рекурсивно в терминах «более простых» сложений и вычитаний, так что операции над числами с днём рождения n могут быть полностью выражены в терминах сумм и разностей чисел с днём рождения меньше, чем n;
- умножение определено рекурсивно в терминах сложений, вычитаний и «более простых» умножений, так что произведения чисел с днём рождения n могут быть полностью выражены в терминах сумм и произведений произведений чисел с днём рождения меньше, чем n;
- если операнды являются корректными формами сюрреальных чисел (каждый элемент правого множества меньше любого элемента правого), то результат тоже будет корректной формой сюрреального числа;
- все операции могут быть расширены до чисел (классов эквивалентности форм): результат сложения, вычитания или умножения чисел x и y будет представлять одно и то же число, вне зависимости от выбора форм x, y;
- эти операции удовлетворяют аксиомам поля: аксиомам ассоциативности, коммутативности, противоположного элемента и дистрибутивности, с нейтральным элементом по сложению 0 = { | } и нейтральным элементом по умножению 1 = { 0 | }.

Исходя из вышесказанного, можно убедиться, что числа, найденные в нескольких первых поколениях, были корректно названы. Индукционное правило можно продолжать использовать, чтобы получать больше поколений сюрреальных чисел:
S0 = { 0 }
S1 = { −1 < 0 < 1 }
S2 = { −2 < −1 < −1/2 < 0 < 1/2 < 1 < 2}
S3 = { −3 < −2 < −3/2 < −1 < −3/4 < −1/2 < −1/4 < 0 < 1/4 < 1/2 < 3/4 < 1 < 3/2 < 2 < 3 }
S4 = { −4 < −3 < … < −1/8 < 0 < 1/8 < 1/4 < 3/8 < 1/2 < 5/8 < 3/4 < 7/8 < 1 < 5/4 < 3/2 < 7/4 < 2 < 5/2 < 3 < 4 }

### Арифметическая замкнутость
Для любого натурального числа (конечного ординала), все числа в Sn являются двоично-рациональными, то есть могут быть записаны в виде несократимой дроби вида {\displaystyle {\frac {a}{2^{b}}}} где a и b целые числа и 0 ≤ b < n.
Множество всех сюрреальных чисел, появляющихся в каком-то Sn с конечным n можно обозначить как S* = {\displaystyle \cup _{n\in N}S_{n}}. Можно сформировать три множества S0 = { 0 }, S+ = {\displaystyle {x\in S_{*}:x>0}}, и S− = {\displaystyle {x\in S_{*}:x<0}}, объединением которых будет S*. Никакой Sn сам по себе не является замкнутым относительно сложения и умножения (кроме S0), но S* является; это подкольцо рациональных чисел, содержащее все двоично-рациональные числа.
Существует бесконечно много ординалов β таких, что множество сюрреальных чисел с днём рождения меньше, чем β замкнуто относительно арифметических операций. Для любого ординала α, множество сюрреальных чисел с днём рождения β = ωα замкнуто относительно сложения и образует группу; с днём рождения меньше, чем ωωα замкнуто относительно умножения и образует кольцо; и с днём рождения меньше, чем число эпсилон εα замкнуто относительно взятия обратного и образует поле. Последние также замкнуты относительно экспоненциальной функции, введённой Крускалем и Гоншором.:ch. 10
Однако, всегда возможно построить сюрреальное число, большее любого элемента множества (путём добавления множества в левую часть конструктора) поэтому набор всех сюрреальных чисел является собственным классом. Вместе с порядком и алгебраическими операциями они образуют упорядоченное поле с той оговоркой, что они не образуют множества. На самом деле, это очень особенное упорядоченное поле: самое большое. Любое другое упорядоченное поле может быть вложено в сюрреальные числа. Класс всех сюрреальных чисел обозначается {\displaystyle \mathbf {No} }.

## Бесконечность
Определим Sω как множество всех сюрреальных чисел получаемых с помощью правила конструирования с использованием подмножеств S*. (Это тот же индукционный шаг, что и ранее, а ординал ω это наименьший ординал, больший всех натуральных чисел; объединение множеств появляющихся в индукционном шаге теперь является бесконечным объединением конечных множеств, и такой шаг может быть выполнен только в теории множеств, позволяющей это). Уникальное, по сравнению со всем, что было ранее, бесконечно большое положительное число оказывается в Sω:
{\displaystyle \omega =\{S_{*}|\}=\{1,2,3,4,...|\}.}
Sω также содержит объекты, которые представляют собой рациональные числа. Например, ω-полная форма дроби 1/3 — это:
{\displaystyle {\tfrac {1}{3}}=\{y\in S_{*}:3y<1\mid y\in S_{*}:3y>1\}}.
Произведение этой формы 1/3 с любой формой 3 — это форма, левое множество которой содержит только числа меньшие, чем 1, и правое множество которой содержит только числа большие, чем 1; и из свойства дня рождения следует, что тогда это произведение является формой числа 1.
Не только все остальные рациональные числа появляются в Sω; все недостающие действительные числа тоже. Например,
{\displaystyle \pi =\{3,{\frac {25}{8}},{\frac {201}{64}},...|4,{\frac {7}{2}},{\frac {13}{4}},{\frac {51}{16}},...\}}.
Существует определённая связь этих конструкций с дедекиндовыми сечениями, Конвей в принципе описывает все построения сюрреальных чисел как обобщение идеи дедекиндовых сечений.
Единственными бесконечностями в Sω являются ω и −ω; но есть и другие недействительные числа в Sω, находящиеся «между» действительных. Рассмотрим наименьшее положительное число в Sω:
{\displaystyle \varepsilon =\{S_{-}\cup S_{0}|S_{+}\}=\{0|1,{\tfrac {1}{2}},{\tfrac {1}{4}},{\tfrac {1}{8}},...\}=\{0|y\in S_{*}:y>0\}}.
Это число больше нуля, но меньше всех двоично-рациональных чисел. Это значит, что это бесконечно малое число, часто обозначаемое ε. ω-полная форма ε (соответственно -ε) такая же, как ω-полная форма 0, за исключением того, что 0 включён в левое (соответственно, правое) множество. Единственными «настоящими» бесконечно-малыми в Sω являются ε и его противоположный по сложению -ε; сумма их с любым двоично-рациональным числом y образует числа y±ε, которые также содержатся в Sω.
Можно обнаружить связь между ω и ε, умножив определённые формы и получив:
ω · ε = { ε · S+ | ω · S+ + S* + ε · S* }.
Это выражение определено только в теории множеств, которая допускает трансфинитную индукцию вплоть до {\displaystyle S_{\omega ^{2}}}. В такой системе можно показать, что все элементы левого множества ω · ε это положительные бесконечно малые числа, а все элементы правого множества это положительные бесконечно большие числа, и тогда ω · ε должно быть старейшим положительным числом, то есть 1. Следовательно,
1/ε = ω.
Некоторые авторы систематически используют ω−1 вместо символа ε.

### СодержимоеSω
Для любого x = { L | R } в Sω, ровно один из нижеописанных вариантов является истинным:
- L и R оба пустые, в этом случае x = 0;
- R пустое и некоторое целое число n≥0 больше любого числа в L, в этом случае x равен наименьшему такому числу n;
- R пустое и не существует такого целого числа n, которое больше любого числа в L, в этом случае x равен +ω;
- L пустое и некоторое целое число n≤0 меньше любого числа в R, в этом случае x равен наибольшему такому числу n;
- L пустое и не существует такого целого числа n, которое меньше любого числа в R, в этом случае x равен −ω;
- L и R оба непустые и:
  - некоторые двоично-рациональные числа y находятся строго между L и R (больше всех элементов L и меньше всех элементов R), в этом случае x равен старейшему такому двоично-рациональному числу y;
  - не существует двоично-рациональных чисел y, лежащих строго между L и R, но некоторое двоично-рациональное {\displaystyle y\in L} больше или равно всех элементов L и меньше всех элементов R, в таком случае x равен y+ε;
  - не существует двоично-рациональных чисел y, лежащих строго между L и R, но некоторое двоично-рациональное {\displaystyle y\in R} больше всех элементов L и меньше или равно всех элементов R, в таком случае x равен y−ε;
  - каждое двоично-рациональное число либо больше какого-то элемента R, либо меньше какого-то элемента L, в этом случае x это какое-то действительное число, которое не представимо в виде двоично-рационального числа.

Sω не является алгебраическим полем, потому что не является замкнутым относительно арифметических операций; например ω+1, форма которого {\displaystyle \{1,2,3,4,...|\}+\{0|\}=\{1,2,3,4,...,\omega |\}} не представляет никакое число в Sω. Наибольшее подмножество Sω, замкнутое относительно (конечных применений) арифметических операций, — это поле действительных чисел, получаемое выбрасыванием ±ω, бесконечно малых ±ε, и бесконечно малых «соседей» y±ε ненулевых двоично-рациональных y.
Это построение действительных чисел отличается от дедекиндовых сечений в классическом анализе тем, что начинается с двоично-рациональных чисел, а не со всех рациональных чисел, а также естественным образом отождествляет двоично-рациональные числа в Sω с их формами в предыдущих поколениях. (ω-полные формы действительных элементов Sω однозначно соответствуют действительным числам, полученным с помощью дедекиндовых сечений, при условии, что дедекиндовы действительные, соответствующие рациональным числам, представляются формой, в которой это число не включено ни в левое, ни в правое множества). Рациональные числа не являются какой-то особой, опознаваемой стадией построения сюрреальных чисел; они просто представляют собой подмножество Q множества Sω , содержащее все такие x, что xb = a для некоторого a и некоторого ненулевого b, оба взятые из S*. Показав, что Q замкнуто относительно сюрреальных арифметических операций, мы тем самым показываем, что это поле; и показывая, что каждый элемент Q достижим из S* конечной цепочкой (не больше двух, на самом деле) арифметических операций, включая взятие обратного элемента, мы тем самым показываем, что Q строго меньше подмножества Sω, отождествляемого с действительными числами.
Множество Sω имеет такую же мощность, как множество действительных чисел ℝ. Это можно показать, построив сюръективные отображения из Sω в замкнутый единичный интервал I в ℝ и обратно. Отображение из Sω в I тривиально; отображаем числа меньшие либо равные ε (включая −ω) в 0, числа, большие либо равные 1−ε (включая ω) в 1, и числа между ε и 1−ε в их эквиваленты в I (отображая бесконечно близких соседей y±ε каждого двоично-рационального числа y вместе с самим y в y). Чтобы отобразить I в Sω,отобразим центральную (открытую) треть (1/3, 2/3) множества I в { | } = 0; центральную треть (7/9, 8/9) правой оставшейся трети в { 0 | } = 1; и так далее. Это отображает все такие интервалы во все элементы S*, причём монотонно. Тем, что останется в I, будет множество Кантора 2ω, каждая точка которого однозначно определяется разбиением центральных третей на левые и правые, что в точности соответствует форме { L | R } в Sω. Это ставит множество Кантора во взаимно-однозначное соответствие с множеством сюрреальных чисел с днём рождения ω.

## Трансфинитная индукция
Продолжая трансфинитную индукцию за Sω, мы получаем новые ординалы α, каждый из которых представлен самым большим сюрреальным числом с днём рождения α. (По сути, это определение порядковых чисел, как результатов трансфинитной индукции.) Первый такой ординал это ω+1 = { ω | }. Есть также ещё одно новое положительное бесконечное число в поколении ω+1:
ω−1 = { 1, 2, 3, 4, … | ω }.
Сюрреальное число ω−1 не является ординалом; ординал ω не следует ни за каким ординалом. Это сюрреальное число с днём рождения ω+1, оно названо ω−1 на том основании, что совпадает с суммой чисел ω = { 1, 2, 3, 4, … | } и −1 = { | 0 }. Похожим образом, есть два новых бесконечно малых числа в поколении ω+1:
2ε = ε + ε = { ε | 1+ε, 1/2+ε, 1/4+ε, 1/8+ε, … } и
ε/2 = ε · 1/2 = { 0 | ε }.
На более поздней стадии трансфинитной индукции появляется число большее, чем ω+k для любого натурального числа k:
2ω = ω + ω = { ω+1, ω+2, ω+3, ω+4, … | }
Это число названо ω + ω одновременно потому, что его день рождения ω + ω (первое ординальное число, не получаемое из ω путём множественного взятия следующего числа) и потому, что оно совпадает с сюрреальной суммой ω и ω; оно может быть также названо 2ω, потому что оно совпадает с произведением чисел ω = { 1, 2, 3, 4, … | } и 2 = { 1 | }. Это второй предельный ординал; получение его из ω с использованием конструкционного правила требует трансфинитную индукцию по {\displaystyle \bigcup _{k<\omega }S_{\omega +k}}. Для этого нужно бесконечное объединение бесконечных множеств, которое является более «сильной» теоретико-множественной операцией, чем все, что до этого требовалось для трансфинитной индукции.
Заметим, что результаты обычных сложения и умножения ординалов не всегда совпадает с результатом выполнения этих операций с их сюрреальными представлениями. Сумма ординалов 1 + ω равна ω, а сюрреальная сумма коммутативна, и для неё верно 1 + ω = ω + 1 > ω. Сложение и умножение сюрреальных чисел, соответствующих ординалам совпадает с естественной суммой и естественным произведением ординалов.
Точно так же, как 2ω больше, чем ω + n для любого натурального числа n, существует сюрреальное число ω/2, которое бесконечно большое, но меньше, чем ω − n для любого натурального числа n. ω/2 определено как
ω/2 = { S* | ω − S* },
где в правой части обозначение x − Y используется в смысле { x − y : y в Y }. Это совпадает с произведением ω и формы { 0 | 1 } числа 1/2. День рождения числа ω/2 — это предельный ординал ω2 (или, что то же самое, ω+ω).

## В теории принятия решений
Алан Хайек предложил использовать сюрреальные числа как одну из альтернатив действительным числам в теории принятия решений, в частности, при анализе пари Паскаля.